# Sabbat (британская группа)
Sabbat — британская трэш-метал группа из Ноттингема, в настоящее время состоящая из Мартина Уолкиера (вокал), Энди Снипа (гитара), Саймона Джонса (гитара), Гизза Батта (бас) и Саймона Негуса (ударные). На протяжении многих лет Sabbat выпустили три студийных альбома, четыре демо, и по два сплита и сборника. В 1988 году группа выпустила свой дебютный альбом History of a Time to Come, принесший им признание. Их следующий альбом, Dreamweaver (1989), был также одобрен критиками. Вскоре после выпуска Mourning Has Broken в группе стала нарастать напряжённость, главным образом из-за денег. Это привело к распаду группы. После попытки воссоединения в 2001 году, неудачной из-за отказа Снипа, оригинальный состав воссоединился в 2006 году, а в декабре того же года состоялся первый за шестнадцать лет концерт. С тех пор группа выступает на многих площадках и фестивалях по всему миру, но не выпустила ни одного нового альбома.

## История

### Ранняя история (1985—1986)
Группа была создана в июне 1985 года вокалистом Мартином Уолкиером и басистом Фрейзером Краске игравшими в группе под названием Hydra. Энди Снип присоединился к группе в качестве второго гитариста, причём первый гитарист покинул группу уже через 2 недели. Приход бывшего барабанщика Striptease и Fallen Angel, Саймона Негуса (заменившего Марка Дейли) совпал с изменением названия на Sabbat.
После репетиции в течение почти года они выпустили демоальбом Fragments of a Faith Forgotten, который был очень хорошо принят, привлёк интерес нескольких звукозаписывающих компаний, и о нём написали на двухстраничном развороте в журнале Kerrang!.
Энди Снип:
Мартин и Фрейзер интересовались Venom, я — Mercyful Fate и Slayer. Я помню тот день, когда мы записали 'Fragments…'. У Фрейзера было видео Venom, Exodus и Slayer из Нью-Йорка, и мы решили, что это именно то, что мы хотели делать.
В середине 1987 года группа подписала контракт с немецким Noise Records (подписание контракта стало возможным только когда Энди Снипу исполнилось 18 лет).

### (1987—1990)
В сентябре 1987 года группа отправились в Ганновер, Германия, чтобы записать свой дебютный альбом, History of a Time to Come. Это привлекло большое внимание средств массовой информации и фанатов, из-за отличия группы от метала групп 1980-х «Большой четвёрки».
Второй альбом Dreamweaver (Reflections of Our Yesterdays), был концептуальным, основанным на книге «Путь Судьбы» (The Way of Wyrd) Брайана Бэйтса. Альбом продемонстрировал увлечение Уолкиера англосаксонской духовностью, кельтской мистикой и язычеством.
Ненадолго в качестве второго гитариста в группе играл Ричард Скотт, затем в группу пригласили «Джека Хаммера» (Саймона Джонса) — что, по признанию Энди Снипа, было огромным шагом вперёд.
Джек, как он был известен до прихода в Sabbat, и как его до сих пор называют в группе, до этого играл в Holosade, и был приглашён во время записи альбома Dreamweaver.

### Расформирование (1991—2000)
Группа развивалась коммерчески успешно, однако в ней начались трения, главным образом из-за денег. Уолкиер винил в этом менеджмент Noise Records.
Группа почти распалась во время записи Dreamweaver, но вновь собралась, чтобы завершить запись. Энди Снип задним числом в недавних интервью заявил, что рад тому, что он и Мартин Уолкиер смогли на тот момент преодолеть споры о деньгах, музыкальном направлении и личные разногласия которые были между ним и Мартином.
Мартин Уолкиер:
Существует история, о том что я оставил Sabbat, потому что остальным участникам группы не нравились мои языческие тексты. Это неправда. Все мы разделяли интерес к язычеству. Язычество никогда не было проблемой. … Нет, правда в том, что я видел, что музыка становилась слишком сложной. Энди написал 11-минутный музыкальный эпос, и я не мог даже представить, как я напишу тексты для чего-то подобного. Я хотел ввести другие музыкальные стили, ввести скрипки например. Это бы никогда не сработало с Sabbat.
Мартин Уолкиер заявил в конце 2006 года, что Sabbat были в тяжёлой финансовой ситуации в 1989 году, и что он жил на государственные пособия. Уолкиер отметил, что он чувствовал, что они становятся «как Rush», в связи с технической сложностью и продолжительностью их песен.
Мартин Уолкиер:
Все то, что пошло не так с Sabbat в те времена, на самом деле не имело ничего общего со мной и Энди Снипом, хотя у нас были разногласия в те дни, когда мы были молоды. Это было в значительной степени связано с рекорд-лейблами и менеджментом и тем, что происходило вокруг нас — тем, что мы продавали огромное количество записей, не видя при этом вообще никаких денег, и все были вынуждены жить на пособия в то время.
Первым ушедшим из группы стал гитарист Саймон Джонс во время их британского тура 1989 года, с Xentrix на поддержке. Он покинул группу прямо перед концертом в Университете Шеффилда 15 ноября 1989 года, группа завершила концерт с одним Энди Снипом на гитаре. Энди Снип заявил, что этот уход был связан с алкоголем, а сам Джонс позже сказал, что он сожалел о своём уходе.
У гитариста Нила Уотсона заменившего Джонса, было только 2 недели, чтобы изучить весь материал перед следующим выступлением. Уолкиер оставил группу в 1990 году одновременно с Краске, и сформировал Skyclad. Фрейзер Краске на тот период полностью ушёл из музыки. Энди Снип и Саймон Негус остались в группе и наняв вокалиста Ричи Десмонда и басиста Уэйна Банкса, в 1991 году выпустили Mourning Has Broken, но альбом не нашёл понимания поклонников и критиков, и группа, исполнив финальное шоу в Дерби, вскоре распалась.
В журнале Terrorizer [# 152—2006] Энди Снип заявил:
Я не слушаю это [Mourning Has Broken]. Там играет какая-то дикая гитара, часть шреддинга смехотворна, это звучит наваленным в кучу, и именно поэтому он не должен был выходить под именем Sabbat.
Саймон Негус присоединился к группе Glory Boys. Энди Снип и Уэйн Банкс сформировали группу Godsend. Энди Снип теперь известен как успешный продюсер, обладатель Грэмми, спродюсировав более 100 альбомов, произведённых на его студии Backstage Recording в сельской местности Дербишира.

### Неофициальное воссоединение (2001—2005)
Мартин Уолкиер изначально хотел реформировать группу под названием Sabbat в 2001 году с Краске и Саймон Джонсом, однако тогда это было заблокировано Энди Снипом.
Энди Снип:
Я изначально услышал о (воссоединении) от одного из парней на Earache (Records), который позвонил мне, чтобы спросить меня об этом. Я ничего не знал об этом, поэтому я позвонил Мартину, чтобы спросить его об этом. Разговор получился горячим, и я объяснил, что они не могут сделать это под названием SABBAT так как и он, и (басист) Фрейзер ушли, оставив меня и (барабанщика) Саймона (Негуса) с большим количеством долгов и финансовых проблем. Это было причиной почему мы сделали третий альбом как SABBAT. Очевидно, что мы хотели, чтобы новый состав заработал, но этого не случилось… вот так просто. Это означало что Саймон Негус и я, в теории, владели и бизнесом и именем после того как они ушли. Если вы оставили своих сотрудников, вы не можете пойти и начать этот бизнес в другом месте под тем же названием.
Уолкиер, Джонс и Краске в 2001—2003 годы выступали под именем Return to the Sabbat, барабанщик Skyclad Джей Грэм играл на барабанах. Позже Саймон Джонс ушёл (был заменён Энди Ньюби), и группа продолжала некоторое время, играя на фестивале Bloodstock indoors и в Камдене, Лондон, после чего Return to the Sabbat расформировался.

### Официальное объединение (2006—2009)
В 2006 году группа вновь объединились в составе времён Dreamweaver, для поддержки Cradle of Filth на их британском туре в декабре 2006 года в четырёх разных местах.
Первый концерт этого короткого тура был сыгран в «The Rig», в Ноттингеме, 16 декабря 2006 года, это был первый раз с 1989 года когда состав времён Dreamweaver играл вместе. Это привлекло большое внимание прессы и восторженные отзывы. Затем были переизданы первые два альбома в ремастеринг-формате с дополнительным бонусным материалом.
Затем они сыграли на фестивалях в «Keep It True», Германия — 15 апреля 2007 года, и «Day of Darkness», Ирландия, 6-7 июля 2007 года.
Энди Снип и Мартин Уолкиер сказали в интервью, что воссоединение «немного ради шутки» и у группы нет долгосрочных планов.

## Музыкальный стиль и лирика
В металлической сцене Мидлендса Sabbat изначально назвали «трэш» и «сатанинской» группой.
Фрейзер Краске: «Мы не были сатанистами. Это было скорее театром. Мы интересовались религией и философией, и как следствие мы писали песни о таких вещах…».
В интерпретации Уолкиера «сатанизм не говорит: давайте выйдем на улицу и будем убивать людей или что-нибудь подобное», ссылаясь на Сатанинскую Библию он заявил что это имеет «ничего общего с жертвоприношением», но с эгоистичными взглядами. Уолкиер рассматривает сатанизм как восстание против ортодоксального христианства. Как он считает, сатана или дьявол, это — «пугало, изобретённое христианами», чтобы заставить людей следовать за ними, и что он «стал обращать внимание на древние религии Европы […], и это своего рода то место, где действительно находятся мои личные верования».
Дэйв Г. Холлидей был солист и гитарист группы Hell, в середине 1980-х оказал особое влияние на Sabbat.
Энди Снип:
Мы были под сильным влиянием Hell, и я не против того чтобы признать это. Вокалист даже научил меня играть на гитаре! Хотя мы не подражатели Hell ни в коем случае. Они были великой группой, и для меня загадка, почему они ничего не достигли. Мы не против того чтобы нас с ними сравнивали, примем это только за честь. Мы только что сделали благотворительный концерт в Trent Poly, посвященный гитаристу Hell Дэйву Холлидею, который покончил жизнь самоубийством в январе. Все деньги пошли в его любимый благотворительный фонд, Cancer Research (Исследования рака).
Мартин Уолкиер оставил дань уважения Дэйву Г. Холлидею на развороте обложки альбома The Clan Destined 2006 года In the Big Ending:
-
Эти записи посвящены памяти Дейва Холлидея. Человека, который буквально на десятилетия опередил своё время, но который трагически никогда не получил возможности увидеть то огромное и позитивное влияние которое он произвел на мировую сцену метала. Покуда есть дыхание в моем теле, ты никогда не будешь забыт.

## Составы

### Текущий состав
- Мартин Уолкиер — вокал (1985—1990, 2006-) (экс-Skyclad, The Clan Destined)
- Энди Снип — гитара (1985—1991, 2006-) (Godsend, экс-Fozzy)
- Саймон Джонс — гитара (1989, 2006-) (экс-Phantom, Holosade)
- Гизз Батт — бас (2007-) (The Prodigy, English Dogs)
- Саймон Негус — барабаны (1985—1991, 2006-) (Fallen Angel, Striptease)

### Бывшие участники
- Фрейзер Краске — бас (1985—1990, 2006—2007) (в настоящее время Ravens Creed)
- Нейл Уотсон — ритм-гитара (1990—1991)
- Уэйн Банкс — Bass (1990—1991) (Blaze, Messiah’s Kiss, Godsenda)
- Ричи Десмонд — Вокал (1990—1991)
- Ричард Скотт — ритм-гитара (1988, только концерты) (No Excuses)

## Дискография

### Альбомы
- History of a Time to Come (1988)
- Dreamweaver (Reflections of Our Yesterdays) (1989)
- Mourning Has Broken (1991)

### Синглы
- Blood for the Blood God (1987)
- Wildfire/The Best of Enemies (1989

### Сплиты и компиляции
- A Cautionary Tale/And the Brave Man Fails (сплит с Vendetta)(1988)
- Doomsday News III — Thrashing East Live (Live) (1990)

### Демо
- Magic in Practice and Theory (1985)
- BBC Sessions (1986)
- Fragments of a Faith Forgotten (1987)
- Stranger Than Fiction (1987)

### Видео
- The End of the Beginning (1990)